# Svenska inomhusmästerskapen i friidrott
Svenska Inomhusmästerskapen i friidrott är en mästerskapstävling i friidrott som anordnas under Sveriges vintersäsong. Mästerskapet startade 1966 och arrangeras löpande varje år.

## Historia
I mitten av 1960-talet började inomhustävlingar i friidrott att anordnas i Johanneshovs isstadion i Stockholm. Inspiration till evenemanget hade hämtats från tävlingar i USA. Tävlingarna hade inte officiell SM-status, utan kallades Riksmästerskapen. Tävlingen mötte lågt intresse och fick liten publik och det blev svårt att motivera kostnaden för uppvärmningen av Johanneshov. Tävlingarna började då att vartannat år arrangeras i Partihallarna i Göteborg.
År 1972 hölls de första svenska inomhusmästerskapen i Scandinavium i Göteborg men även här blev det svårt att motivera kostnaden för uppvärmning av arenan. Efter 1972 hölls tävlingarna istället i Lugnethallen i Falun i fem år av sex. Problemet med hallen var att kurvorna inte var doserade och efter några år togs samtliga löpgrenar längre än 60 meter bort från programmet. Röster höjdes för att tävlingarna skulle flyttas tillbaka till Scandinavium. Under åren 1979 till 1982 arrangerades också tävlingen här. Scandinavium visade sig återigen vara för stor och istället flyttades tävlingen 1983 till en träningshall i Malmö med korrekt doserade kurvor.
Året därpå, 1984, flyttade tävlingen igen, nu som ISM, och hölls i Solna där en ordentlig inomhusanläggning byggts. Därefter har mästerskapen arrangerats i diverse städer och hallar.

## Alla ISM/RM
ISM/RM-tävlingarna har sedan starten hållits på följande platser:
- 1966 – Johanneshov (Stockholm)
- 1967 – Johanneshov (Stockholm)
- 1968 – Partihallarna (Göteborg)
- 1969 – Johanneshov (Stockholm)
- 1970 – Partihallarna (Göteborg)
- 1971 – Johanneshov (Stockholm)
- 1972 – Scandinavium (Göteborg)
- 1973 – Lugnethallen (Falun)
- 1974 – Lugnethallen (Falun)
- 1975 – Scandinavium (Göteborg)
- 1976 – Lugnethallen (Falun)
- 1977 – Lugnethallen (Falun)
- 1978 – Lugnethallen (Falun)
- 1979 – Scandinavium (Göteborg)
- 1980 – Scandinavium (Göteborg)
- 1981 – Scandinavium (Göteborg)
- 1982 – Scandinavium (Göteborg)
- 1983 – Kombihallen (Malmö)
- 1984 – Solnahallen (Stockholm)
- 1985 – Solnahallen (Stockholm)
- 1986 – Solnahallen (Stockholm)
- 1987 – Solnahallen (Stockholm)
- 1988 – Aspenhallen (Haparanda)
- 1989 – Solnahallen (Stockholm)
- 1990 – Friidrottens Hus (Göteborg)
- 1991 – Arcushallen (Luleå)
- 1992 – Friidrottens Hus (Göteborg)
- 1993 – Atleticum (Malmö)
- 1994 – Tipshallen (Växjö)
- 1995 – Atleticum (Malmö)
- 1996 – Kupolen (Borlänge)
- 1997 – Atleticum (Malmö)
- 1998 – Munktellarenan (Eskilstuna)
- 1999 – Sätra Friidrottshall (Stockholm)
- 2000 – Höghammarhallen (Bollnäs)
- 2001 – Friidrottens Hus (Göteborg)
- 2002 – Atleticum (Malmö)
- 2003 – Sätra Friidrottshall (Stockholm)
- 2004 – Friidrottens Hus (Göteborg)
- 2005 – Atleticum (Malmö)
- 2006 – Sätra Friidrottshall (Stockholm)
- 2007 – Friidrottens Hus (Göteborg)
- 2008 – Atleticum (Malmö)
- 2009 – Höghammarhallen (Bollnäs)
- 2010 – Sätra Friidrottshall (Stockholm)
- 2011 – Frölundahallen (Göteborg)
- 2012 – Tybblelundshallen (Örebro)
- 2013 – Stadium Arena (Norrköping)
- 2014 – Friidrottens Hus (Göteborg)
- 2015 – Sätra Friidrottshall (Stockholm)
- 2016 – Atleticum (Malmö)
- 2017 – Telekonsult Arena (Malmö)
- 2018 – IFU Arena (Uppsala)
- 2019 – Stadium Arena (Norrköping)
- 2020 – Telekonsult Arena (Växjö)
- 2021 – Atleticum (Malmö)
- 2022 – Telekonsult Arena (Växjö)
- 2023 – Atleticum (Malmö)
- 2024 – Eva Lisa Holtz Arena (Karlstad)
- 2025 – Telekonsult Arena (Växjö)

## Mästerskapsrekord

### Herrar
| Gren          | Rekord       | Idrottare                                                                | År       | Plats           | Ref         |
| ------------- | ------------ | ------------------------------------------------------------------------ | -------- | --------------- | ----------- |
| 60 meter      | 6,60         | Henrik Larsson                                                           | 20192022 | NorrköpingVäxjö | [ 2 ] [ 3 ] |
| 200 meter     | 20,50        | Erik Erlandsson                                                          | 2025     | Växjö           | [ 4 ]       |
| 400 meter     | 46,26        | Carl Bengtström                                                          | 2023     | Malmö           | [ 5 ]       |
| 800 meter     | 1.46,75      | Andreas Kramer                                                           | 2023     | Malmö           | [ 6 ]       |
| 1 500 meter   | 3.40,84      | Andreas Kramer                                                           | 2022     | Växjö           | [ 7 ]       |
| 3 000 meter   | 7.36,38      | Andreas Almgren                                                          | 2025     | Växjö           | [ 8 ]       |
| 60 meter häck | 7,59         | Robert Kronberg                                                          | 2007     | Göteborg        | [ 2 ]       |
| Höjdhopp      | 2,38 m       | Stefan HolmLinus Thörnblad                                               | 2007     | Göteborg        | [ 2 ]       |
| Stavhopp      | 5,70 m5,72 m | Alhaji Jeng Martin Voss                                                  | 20081995 | Malmö           | [ 2 ]       |
| Längdhopp     | 8,22 m       | Thobias Montler                                                          | 2020     | Växjö           | [ 2 ]       |
| Tresteg       | 17,60 m      | Christian Olsson                                                         | 2002     | Malmö           | [ 2 ]       |
| Kula          | 21,49 m      | Wictor Petersson                                                         | 2025     | Växjö           | [ 9 ]       |
| Viktkastning  | 23,24 m      | Ragnar Carlsson                                                          | 2021     | Malmö           | [ 10 ]      |
| Sjukamp       | 6 018 p      | Fredrik Samuelsson                                                       | 2019     | Uppsala         | [ 2 ]       |
| 4 × 200 meter | 1.26,10      | IF GötaJohan Engberg Simon Johansson Fredrik Johansson Christian Sjöberg | 2007     | Göteborg        | [ 10 ]      |

### Damer
| Gren          | Rekord  | Idrottare                                                                      | År   | Plats    | Ref    |
| ------------- | ------- | ------------------------------------------------------------------------------ | ---- | -------- | ------ |
| 60 meter      | 7,17    | Linda Haglund                                                                  | 1978 | Falun    | [ 2 ]  |
| 200 meter     | 22,84   | Julia Henriksson                                                               | 2025 | Växjö    | [ 11 ] |
| 400 meter     | 53,02   | Moa Hjelmer                                                                    | 2012 | Örebro   | [ 2 ]  |
| 800 meter     | 2.03,36 | Anna Silvander                                                                 | 2015 | Sätra    | [ 2 ]  |
| 1 500 meter   | 4.10,39 | Yolanda Ngarambe                                                               | 2024 | Karlstad | [ 12 ] |
| 3 000 meter   | 8.55,75 | Meraf Bahta                                                                    | 2022 | Växjö    | [ 13 ] |
| 60 meter häck | 7,96    | Susanna Kallur                                                                 | 2004 | Göteborg | [ 2 ]  |
| Höjdhopp      | 2,00 m  | Kajsa Bergqvist                                                                | 2003 | Sätra    | [ 2 ]  |
| Stavhopp      | 4,74 m  | Angelica Bengtsson                                                             | 2020 | Växjö    | [ 2 ]  |
| Längdhopp     | 6,85 m  | Khaddi Sagnia                                                                  | 2018 | Gävle    | [ 2 ]  |
| Tresteg       | 13,95 m | Camilla Johansson                                                              | 2004 | Göteborg | [ 2 ]  |
| Kula          | 18,95 m | Fanny Roos                                                                     | 2022 | Växjö    | [ 14 ] |
| Viktkastning  | 23,72 m | Ida Storm                                                                      | 2018 | Gävle    | [ 2 ]  |
| Femkamp       | 4 476 p | Jessica Samuelsson                                                             | 2010 | Sätra    | [ 2 ]  |
| 4 × 200 meter | 1.37,99 | Malmö AIPernilla Nilsson Pernilla Tornemark Linnea Killander Josefin Magnusson | 2016 | Malmö    | [ 10 ] |